# Effet Hawthorne
Pour les articles homonymes, voir Hawthorne.
 (juillet 2008).
Si vous disposez d'ouvrages ou d'articles de référence ou si vous connaissez des sites web de qualité traitant du thème abordé ici, merci de compléter l'article en donnant les références utiles à sa vérifiabilité et en les liant à la section « Notes et références ».
L'effet Hawthorne, ou expérience Hawthorne, décrit la situation dans laquelle les résultats d'une expérience ne sont pas dus aux facteurs expérimentaux mais au fait que les sujets ont conscience de participer à une expérience dans laquelle ils sont testés, ce qui se traduit généralement par une plus grande motivation. Cet effet tire son nom des études de sociologie du travail menées par Elton Mayo, Fritz Roethlisberger et William Dickson dans l'usine Western Electric de Cicero, la Hawthorne Works, près de Chicago de 1924 à 1932.
Cette enquête est considérée comme un moment clef dans l'histoire des méthodes en sciences sociales, dans la mesure où elle tend à systématiser l'usage de l'entretien semi-directif et à en croiser les données avec les résultats d'une observation directe des pratiques. Elle est "probablement la première enquête d'anthropologie du travail industriel" et la première à établir la légitimité de l'anthropologie appliquée, c'est-à-dire au service de problèmes sociaux.

## Début des expériences
Les expériences de Hawthorne ont débuté, en 1923 sous l'impulsion de Franck Jewett (responsable des laboratoires de la Western Electric) avec l'aide de deux ingénieurs du MIT. Le sujet d'étude portait sur le rôle de l'éclairage sur la productivité des ouvrières. Ils se sont aperçus, en faisant varier les paramètres que tous les groupes voyaient leur productivité augmenter, même ceux dont la variation de l'éclairage était censée être néfaste aux conditions de travail.
Le sujet d'étude fut donc élargi aux conditions de travail en général. L'expérience fut menée dans la « Relay Assembly Test Room ». La méthodologie prévoyait que deux ouvrières expérimentées choisissent quatre autres collègues pour travailler dans un local indépendant du reste de l'atelier. De plus, les chercheurs se sont adressés directement aux ouvrières pour donner les instructions liées à l'étude. Des modifications des conditions de travail ont été introduites. Seul le salaire, calculé sur des critères collectifs et non individuels, était un paramètre fixe. Les conditions de travail modifiées étaient : les pauses, les durées de travail, les prix des repas, l'interdiction de parler pendant le travail… Les chercheurs ont enregistré une hausse constante de la productivité (30 % sur l'expérience), même en l'absence de conditions favorables pour les ouvrières.

## Études d'Elton Mayo
Elton Mayo, alors professeur à la Harvard Business School, prit en charge une série d'études entre 1928 et 1932 pour comprendre les résultats obtenus précédemment par les chercheurs dans l'usine Hawthorne. Afin de déterminer les facteurs modulant la productivité, Mayo et son équipe de psychologues sélectionnèrent un groupe d'employées qu'ils firent travailler dans différentes conditions de travail, pour compléter les résultats de la « Relay Assembly Test Room ». Ils mirent en place deux nouvelles expérimentations. La première appelée « Mica Splitting Test Room » était identique à la « Relay Assembly Test Room », sauf que le salaire était calculé sur des critères individuels (tout en conservant un mode de calcul fixe). La seconde expérimentation était nommée la « Second Relay Assembly Test Room ». Là, le salaire était calculé collectivement mais les ouvrières n'étaient plus isolées du reste de l'atelier. Les résultats furent une hausse de la productivité durant trois jours, une stagnation durant neuf semaines puis une baisse pour revenir au niveau initial. Mayo mena alors une série d'entretiens avec les ouvrières mais également avec le chercheur présent dans la « Mica Splitting Test Room ». Il s'avéra que ce dernier était sorti de son rôle (qui était de prendre passivement des notes) en ayant des interactions avec les ouvrières. Mayo et son équipe, menant ces entretiens, ont pu mettre en évidence l'effet Hawthorne.
Les conclusions des études de Mayo sont triples :
- Sur le plan de la méthode expérimentale, le simple fait de participer à une expérience peut être un facteur qui a une conséquence importante en termes de motivation. Le fait d'être l'objet d'une attention particulière de la part de l'expérimentateur et le fait d'avoir été choisi comme sujet de l'expérience peut contribuer à donner une meilleure image de soi à l'observateur.
- Sur le plan de la psychologie du travail, le fait d'avoir été associés aux objectifs de l'expérience, d'avoir pu exercer un minimum d'initiative et de s'être sentis solidaires d'un groupe où règne l'émulation interne a eu un effet bénéfique sur la productivité des employés, bien supérieur aux seuls effets des conditions matérielles du travail.
- Le chercheur présent dans la « test room » a joué un rôle inattendu de leader participatif. Ceci met en évidence l'importance du mode de supervision.

Rompant avec l'hypothèse taylorienne de l'intérêt individuel, Mayo affirme que « le désir d'être bien avec ses collègues de travail […] l'emporte facilement sur le simple intérêt individuel et la logique des raisonnements sur lesquels tant de faux principes de direction se sont fondés ». Durant l'expérience, Mayo fit trois groupes, un avec de jeunes femmes, un au hasard, un avec des ouvrières se connaissant. Le groupe trois fut le plus productif.
« Ces résultats [de l'expérience de Mayo] sont tenus maintenant pour certains dans le milieu des chercheurs, qui, dans toutes leurs enquêtes, contrôlent l'effet Hawthorne ».

## Critique
Les économistes John A. List et Steven Levitt ont réussi à retrouver les données originales d'Elton Mayo pour l'expérience sur l'éclairage et montrent qu'il n'y a pas d'évidence statistique en faveur de l'effet Hawthorne. D'après leurs recherches, « les descriptions [...] prétendument remarquables s'avèrent tout à fait fictives. (…) Tous les changements de l'éclairage se faisaient des dimanches, seul jour de congé des travailleurs. (…) La productivité est plus élevée les lundis que les vendredis et samedis. Le résultat des lundis est aussi élevé, en fait, qu'il y ait eu ou non un changement d'éclairage les lundis concernés. Ainsi, les chercheurs semblent avoir confondu l'effet du jour de la semaine, avec l'effet Hawthorne. ».

## Effet inversé
L'effet Hawthorne inversé est cité dans la bande-dessinée Le protocole Pélican de Richard Marazano, dans laquelle une expérience psychosociologique est menée sur plusieurs individus non consentants, dans des conditions proches d'une prison. Les scientifiques s'interrogent sur la fiabilité des résultats de leur analyse comportementale à cause de la personnalité particulièrement réfractaire de certains sujets (due à la probable conscience qu'ils sont sujets d'une expérience, connaissance en psychosociologie leur permettant de fausser volontairement les résultats des entretiens, sentiment d'illégalité de leur situation, perte de la maîtrise de leur environnement, sentiment de culpabilité, de fatalité…).